# SHV32
AQUOS SERIE SHV32（アクオス セリエ エスエイチブイ サンニー）は、シャープによって日本国内向けに開発された、auブランドを展開するKDDIおよび沖縄セルラー電話の第3.9世代移動通信システム（au 4G LTE/au VoLTE）、第4世代移動通信システム（au 4G LTE CA/WiMAX2+）対応スマートフォンである。

## 概要
SHL25の事実上の後継機種で、画面サイズが先代機種の5.2インチから5インチとわずかながら小型化されたものの、人工知能機能「エモパー」が2.0に進化した。SHV31と同様にVoLTEに対応し、日本国内での3G（CDMA2000 1x）エリアによる音声通話（CDMA2000 1xRTT）、およびデータ通信（1xEV-DO Rel.0/Rev.A/MC-Rev.A）にはそれぞれ非対応となっている。
同社製のau向け端末としては初めてSIMロック解除に対応した。

## 沿革
- 2015年5月14日 - KDDI、およびシャープより公式発表。
- 2015年6月5日 - 全国で発売。
- 2016年8月1日 - Android 6.0 アップデートの配信開始。
- 2017年5月17日 - Android 7.0 アップデートの配信開始。
- 2017年5月18日 - 前日から始まったOSアップデートによる不具合(端末の暗号化と画面ロックを設定していた場合に画面ロックが解除できないことがある)が確認されたため、当該アップデートの配信を一時停止。
- 2017年7月6日 - Android 7.0 アップデートの配信再開。

## その他機能
※PC向けWebブラウザが標準装備されている。携帯向けサイト(EZWeb)は他のスマートフォンやPCと同じく閲覧不可。
| 主な機能・対応サービス                                                  | 主な機能・対応サービス                                                | 主な機能・対応サービス              | 主な機能・対応サービス        |
| ----------------------------------------------------------------------- | --------------------------------------------------------------------- | ----------------------------------- | ----------------------------- |
| auウィジェット Webブラウザ                                              | LISMO! for Android (ハイレゾ音源対応版) メディアプレイヤー LISMO WAVE | おサイフケータイ NFC                | ワンセグ フルセグ DLNA        |
| au one メール PCメール Gmail EZwebメール                                | デコレーションメール デコレーションアニメ                             | Friends Note                        | PCドキュメント                |
| au Smart Sports Run & Walk Karada Manager ゴルフ(web版) Fitness、歩数計 | GPS 方位計                                                            | au oneナビウォーク au one助手席ナビ | au one ニュースEX au one GREE |
| auベーシックホーム じぶん銀行                                           | 緊急速報メール                                                        | Bluetooth                           | 無線LAN機能 (Wi-Fi)           |
| 赤外線通信                                                              | WIN HIGH SPEED au 4G LTE                                              | グローバルパスポート                | auフェムトセル                |
| microSD microSDHC microSDXC                                             | モーションセンサー(6軸)                                               | 防水 防塵                           | 簡易留守録 着信拒否設定       |